# 长魣蜥鱼
长魣蜥鱼（学名：Lestidium prolixum），又名長裸蜥魚，为輻鰭魚綱仙女魚目魣蜥鱼科魣蜥鱼属的鱼类。分布于日本以及东海等海域，為深海魚類，深度可達2000公尺，體長可達21公分，棲息在中層水域，生活習性不明 。